# Queen's Square Yokohama
Le Queen's Square Yokohama (クイーンズスクエア横浜, Kuīnzu Sukuea Yokohama) est un ensemble de trois gratte-ciels situé dans le quartier du Minato Mirai 21 à Yokohama. La plus haute tour culmine à 171,8 m.